# جوردن تایمز
جوردن تایمز (عربی: جوردان تايمز) یک روزنامه انگلیسی زبان است که توسط مؤسسه مطبوعاتی اردنی در اردن منتشر می‌شود. تاریخ انتشار این روزنامه به سال ۱۹۷۵ برمی‌گردد و این روزنامه یکی از مهمترین روزنامه‌هایی است که به زبان انگلیسی نوشته شده و در اردن منتشر می‌شود.